# Chaetocnema scheffleri
Chaetocnema scheffleri es un coleóptero de la familia Chrysomelidae. Fue descrita científicamente en 1864 por Kutschera.